# Cratere Gillian
Gillian  è un cratere sulla superficie di Venere.